# Ньюток (аэропорт)
Аэропорт Ньюток, (англ. Newtok Airport) (ИАТА: WWT, ИКАО: PAEW, FAA LID: EWU) — государственный гражданский аэропорт, расположенный в 1,85 километрах к западу от центра населённого пункта Ньюток (Аляска), США. Неподалёку от аэропорта находится гидроаэропорт Ньюток (FAA LID: WWT)

## Инфраструктура
Аэропорт Ньюток расположен на высоте 8 метров над уровнем моря и эксплуатирует одну взлётно-посадочную полосу:
- 15/33 размерами 671 x 11 метров с гравийным покрытием.